# Marika Rivera
Marika Rivera (13 de noviembre de 1919 – 14 de enero de 2010) fue una bailarina y actriz francesa hija de los artistas Diego Rivera y Marevna Vorobev-Stebelska.

## Biografía
Marika Rivera fue hija de la relación entre el mexicano Diego Rivera y la rusa Marevna Vorobev-Stebelska. Su padre estaba casado con la artista Angelina Beloff en el momento de su nacimiento por lo que no fue reconocida, aunque su padre la visitaba regularmente hasta los dos años. Cuando su padre regresó a México perdieron el contacto.
Fue educada en un ambiente artístico, especialmente en la danza, instruida desde los tres años por Isadora Duncan y debutó a los cinco años como bailarina.
En 1938 contrajo matrimonio con el artista Jean Paul Brusset, y en 1941 nació su hijo Jean Brusset. Se divorciaron en 1945. En 1949 contrajo un segundo matrimonio con Rodney Phillips, y tuvieron a su hijo David Phillips, padre del actor Jon Paul Phillips. Se volvió a divorciar en 1957.
Rivera murió el 14 de enero de 2010 a la edad de noventa años, sobreviviendo a sus dos hijos.